# دزگاه
 دزگاه روستای کوچکی از توابع  بخش گله‌دار  در شهرستان مهر در جنوب استان فارس در  جنوب ایران واقع شده‌است. در زمان قدیم اکثر مردم این روستا دزدسرگردنه و راه زن بوده‌اند به همین دلیل او را دزگاه مینامیدند

## منبع
- بخشایش، محمد نور ، (دیوان محیا) ، ناشر: شرکت انتشارات جهان معاصر، تهران: چاپ اول، ۱۳۷۳ خورشیدی.